# Golden Grove (Stany Zjednoczone)
Golden Grove – jednostka osadnicza w Stanach Zjednoczonych, w stanie Karolina Południowa, w hrabstwie Greenville.